# 創世論圖譜

厚達700多頁《創世圖集》在歐洲多國免費派發

《創世論圖譜》是土耳其傳教士哈倫·葉海雅編寫的圖畫集，講述創世歷程，宣稱已「科學地」推翻進化論。全書引用大量化石圖片，指其狀態與現代生物是等同，並指人猿只是一系列对化石的錯解和大規模宣傳的產物，歷史上未曾出現过人猿。
2007年2月，伊斯坦堡的出版社把《圖譜》翻譯成多種语言，並免費在歐洲多國廣泛派發，書中指九一一襲擊事件是進化論的後遺，而希特拉的納粹主義是師承進化論。這些帶有原教旨主義色彩的內容引起多國政府和傳媒的關注，歐洲多國政府均要求學校切勿在學校教授此書；而媒體亦關注進化論與創造論的爭議是否正在全球蔓延。

## 背景
《創世論圖譜》由土耳其教士哈倫所著，他1956年生於土耳其首都安卡拉，1979年在伊斯坦堡熹南大學修讀室內設計，但未曾畢業。從1980年代起，他積極召集土耳其的年青人，以神秘主義和帶有科學色彩論說講述伊斯蘭教義，漸漸聚集一批忠實支持者。
1986年，他發表《猶太教與共濟會》一書，指控他們正蠶食土耳其人民的精神和宗教價值，向土耳其灌輸不道德的生活。這本著作出版後，哈倫被捕入獄，並送入伊斯坦堡近郊的一間精神病院，19個月後始獲釋。
1990年他創辦「科學研究基金會」（Bilim Araşırma Vakfı），擁有一班追隨者（叫作Adnan Hocacılar），他們舉辦一系列講座、出版書籍、發行多媒體刊物，誓言要復興宗教價值。1995年，他再創辦「保護國民價值基金會」（Millî Değerleri Koruma Vakfı），同先前的「科學研究基金會」意向相近。他在土耳其也逐漸成為知名的宗教人物。
從1998年起，他發表一系列反擊進化論的著作，並大規模在各地派發。有報道说不少土耳其學者教授進化論後，受到滋擾和威嚇，并被科學研究基金會標籤為毛澤東主義者。1999年，6名教授就曾控告科學研究基金會誹謗并获勝訴，各得6000美元賠償。
不過，由哈倫所主導的創世論運動，在當地已日益熾熱。一名土耳其教授Umit Sayin在2005年曾公開承認，數年前還可以叫幾位教授站出來，反對創世論運動，但如今他們都怕被極端回教徒襲擊而噤若寒蟬。
在這背景下，2006年10月，《創世論圖譜》由伊斯坦堡的全球出版社（Global Publishing）發行，全書以精裝印刷，並在校園免費派發。他的資金來源並不明朗，但一些土耳其科學家指，哈倫引領的運動「非常強大、全球性、而且資金充裕」。目前《創世論圖譜》已翻譯成簡體中文、英文、法文、德文、意大利文、阿拉伯文、烏爾都語和印尼語等多國語言。
從2007年2月起，《創世論圖譜》的翻譯本從土耳其分發到西歐各國，當中有部分流入英國、德國、波蘭，但大部分書籍都是寄到在西歐擁有最多伊斯蘭教徒的法國。雖然土耳其方面並無公開發行數目，但估計有數以千計的書冊流入當地。法國教育部指這次大規模的宣傳背後似有不少資源支持，但指這冊書並不属于認可教程，各院校不應理會該書。

## 內容
《創世論圖譜》原版共有768頁，全書宣稱已成功用科學化學推翻進化論，其所採用的證據主要是世界各地的化石，重申歷史上並沒有出現「過渡生物」。這種論述在反進化論圈中相當普及，但《圖譜》進一步提出達爾文主義是萬惡之源，並為它的興起提供一連串陰謀論的解釋
。
他指出進化論所提出的適者生存思想，雖然有縱多瑕癡，但唯物論的人為了否定創世論，寧可盲目擁護進化思想。這不但成為日後種族主義、納粹主義的基礎，這套唯物論也為共產主義乃至恐怖主義提供靈感。「那些傳播恐怖思想的人正是達爾文主義者，它是唯一會重視和煽動衝突的哲學……查理達爾文的理論才是恐怖主義的真正源頭。」　
該書斷言，西方社會的科學家為求升職、在學術期刊發表文章，必須把進化論奉為圭臬，並且羅列過去偽造化石的事件。其中考古學家所偽造的皮爾當人，就被書中描寫為進化論偽證的典型。　
《圖譜》後段講述奇妙自然界，例如蜘蛛可以編織複雜多端的蜘蛛網，蜜蜂建造幾何圖案的蜂巢，宣稱這些奇妙現象背後必然有一位造物主，但因為人類有限的視覺和感知能力，令他們不能意識到天外有天，漸漸主流社會開始否定神的存在。

## 资料来源
1. ↑  .   [2012-04-10]. （原始内容存档于2005-11-09）.
2. ↑  http://www.harunyahya.com/theauthor2.php%5B%5D
3. ↑  .   [2009-01-06]. （原始内容存档于2009-01-14）.
4. 1 2  .   [2007-04-21]. （原始内容存档于2006-09-07）.
5. ↑  .   [2007-04-21]. （原始内容存档于2007-04-19）.
6. ↑  《經濟學人》:In the beginning （页面存档备份，存于） 2007年4月19日
7. ↑  法新社:反進化論書籍送抵法國 （页面存档备份，存于） 2007年2月9日
8. ↑  內容根據《創世論圖譜》英文版 Stanford Web Archive的存檔，存档日期2009-04-18而撮寫

## 外部連結
- 創世論圖譜及相關著作的網上中文版
- 創世論圖譜及相關著作的網上英文版 Stanford Web Archive的存檔，存档日期2009-04-18）
- （英文）哈倫創立的科學研究基金會
- （英文）哈倫個人官方網頁
- （英文）在土耳其複製創世主義
- （英文）土耳其新挑戰：伊斯蘭科學創世論
- （英文）土耳其人對哈倫的批判